# Зайнаб бинт Али
Зайна́б бинт Али́ (араб. زينب بنت علي‎; 626, Медина — 682 или 684, Дамаск) — внучка пророка Мухаммеда по линии его дочери Фатимы аз-Захры и его зятя Али ибн Абу Талиба. Особо почитается мусульманами-шиитами в силу принадлежности к семье Мухаммеда. Сыграла важную роль в извещении мусульманского сообщества о событиях при Кербеле и обстоятельствах мученической смерти внука пророка Хусейна ибн Али.

## Обстоятельства рождения и семейная жизнь
Зайнаб бинт Али родилась в Медине 5 числа месяца Джумада аль-уля 6 года лунной хиджры, была третьим ребёнком в семье. Согласно преданию, имя, которое в переводе с арабского означает «украшение отца», ей дал сам пророк Мухаммед. После смерти пророка и Фатимы аз-Захры жила в доме своего отца Али ибн Абу Талиба и воспитывалась вместе с братьями Хасаном и Хусейном.
В 18 году лунной хиджры Зайнаб вышла замуж за Абдуллаха ибн Джафара, у них родилось пятеро детей: сыновья Мухаммед, Джафар, Аун и Али, а также дочь Умм Кульсум. Впоследствии двое из её сыновей — Мухаммед и Аун — стали сподвижниками имама Хусейна ибн Али и были убиты в Битве при Кербеле.
Хотя Абдуллах ибн Джафар обладал некоторым состоянием, супруги вели скромную жизнь и тратили значительные средства на благотворительность.

## Зайнаб и события Ашуры
Как известно из исторических источников, Зайнаб испытывала сильную привязанность к своему брату имаму Хусейну. Когда к власти в Омейядском халифате пришёл Язид ибн Муавия, имам Хусейн отказался дать ему присягу на верность, обвинив в отступлении от принципов ислама. Он покинул Медину, откликнувшись на приглашение жителей города эль-Куфа, испытывавших недовольство правлением Язида. В этих обстоятельствах Зайнаб уговорила своего мужа дать ей разрешение сопровождать брата.
Накануне 10 Мухаррама 61 года хиджры (10 октября 680 года) имам Хусейн вместе с семьюдесятью тремя своими сторонниками был окружён семидесятитысячным войском Язида близ местечка Кербела, расположенного на территории современного Ирака. Согласно хадисам, за сутки до начала сражения имам Хусейн разрешил под покровом ночи покинуть его стан всем тем, кто не хотел принимать верную смерть. Сообщается также, что блокированные сподвижники имама Хусейна мучились от сильной жажды в дни 9 и 10 Мухаррама, ибо были отрезаны от источников воды. В день сражения брат имама Хусейна — Абу-ль-Фадл Аббас — пытался принести воды соратникам, однако враги отрубили ему руки. В конечном итоге, все сподвижники и сам имам Хусейн были убиты в бою, их головы были отрублены, а жены и домочадцы угнаны в плен сначала в эль-Куфу, а затем в Дамаск.
Зайнаб была свидетельницей битвы при Кербеле. После разгрома восстания она также была обращена в плен наряду со своим племянником, сыном имама Хусейна имамом Али Зайн аль-Абидином, который также известен как имам ас-Саджад. В числе пленников также оказались сестра Зайнаб Умм Кульсум, другие женщины из племени бану Хашим, три младших сына имама Хусейна и его дочери — Сакина (Фатима аль-Кубра) и Сукайна. Пленников усадили на верблюдов без сёдел, как рабов; с женщин были сорваны головные покрывала — хиджабы, что является высшей степенью неуважения к мусульманке с точки зрения исламской этики. Сообщается также, что на остриях своих копий тюремщики несли отрубленные головы воинов, павших при Кербеле.
Изначально пленных доставили в эль-Куфу. Простые жители не были осведомлены об убийстве внука пророка Мухаммада, ибо им сообщили подложную версию событий, сказав, что некое агрессивное племя угрожало мусульманам, однако над ним удалось одержать победу. Поэтому пленников встречали музыкой и гуляниями. Однако впоследствии, когда пленённых повели по улицам, многие люди узнали Зайнаб, а одна из женщин даже принесла ей и её спутницам головные платки. Поняв, что правда открылась, Зайнаб выступила с публичной обличительной речью, обвинив куфийцев в вероломстве и предательстве имама Хусейна. Свою речь Зайнаб произнесла, стоя как пленница во дворце эль-Куфы, где во времена халифата её отца имама Али ибн Абу Талиба проходили судебные заседания. Перед троном губернатора эль-Куфы Ибн Зияда был установлен большой золотой поднос, на котором была выложена отрубленная голова имама Хусейна.
Пленённых при Кербеле содержали в заточении в небольшом домике при соборной мечети эль-Куфы, а затем по приказу Язида их переправили в Дамаск вместе с головами мучеников. Их провезли по таким городам, как Кербела, Баальбек, Мосул и Хомс.

## Речь Зайнаб во дворце Язида
16 числа месяца Раби аль-авваль пленные прибыли в Дамаск. В честь этого события власти вновь устроили праздник на улицах города. Голову имама Хусейна вновь выложили на золотое блюдо во дворце Язида, а тот пинал голову по зубам. В такой ситуации Зайнаб выступила со своей знаменитой речью, текст которой приводится во многих трудах по истории ислама и мусульманского мира. Речь Зайнаб привела Язида в такую ярость, что он хотел отдать приказ убить её, однако Абдуллах ибн Умар ибн аль-Ас отговорил его от этого, списав её слова на её горе и усталость в результате тяжёлого пути.

## Последние годы жизни
В доме Зайнаб в Дамаске стали проводиться вечера в память об имаме Хусейне, которые положили начало традиции шиитских траурных собраний в первую декаду Мухаррама и день Ашуры.
Вскоре после этого Язид выслал Зайнаб в Медину. Согласно некоторым историческим источникам, впоследствии она поселилась в Каире, что зафиксировано в книгах «Машарик аль-анвар» и «Табакат Аша’рани».
После возвращения в родной город Зайнаб прожила ещё четыре года. Она скончалась 15 Раджаба 62 года хиджры. Историки разошлись во мнениях относительно места нахождения её могилы. Одни утверждают, что она умерла в Медине, другие настаивают, что это произошло в Египте, однако самым известным местом предполагаемого захоронения Зайнаб является её мавзолей в Дамаске.